# Speloeophoroides
Speloeophoroides is een geslacht van kreeftachtigen uit de klasse van de Malacostraca (hogere kreeftachtigen).

## Soort
- Speloeophoroides capixaba Melo & Torres, 1998